# الرهيف (المفلحي)

تعديل مصدري - تعديل

الرهيف هي إحدى قرى عزلة المفلحي بمديرية المفلحي التابعة لمحافظة لحج، بلغ تعداد سكانها 98 نسمة حسب تعداد اليمن لعام 2004م.